# André Chotin
André Roger Chotin (Parigi, 26 gennaio 1892 – Parigi, 10 gennaio 1954) è stato un regista francese.

## Biografia
Ha iniziato la sua carriera come attore nella compagnia teatrale di Jacques Copeau, con la quale ha recitato in diverse opere teatrali al Théâtre du Vieux-Colombier tra il 1917 e il 1918.

## Filmografia

### Regista
- Dégrevé (1930)
- La Tournée Verdure (1931)
- La fine combine (1931)
- Bric-à-brac et compagnie (1931)
- Pas un mot à ma femme (1931)
- L'agence matrimoniale (1931)
- L'agence immobilière (1931)
- Le voisin du dessus (1931)
- Le coffre-fort (1931)
- La tournée Verdure (1931)
- Silence (1931)
- Midi à quatorze heures (1931)
- Le dandy masqué (1931)
- Le terrain pétrolifère (1931)
- La consultation (1931)
- Bric à Brac et compagnie (1932)
- Son plus bel exploit (1932)
- En plein dans le mille (1932)
- L'agence O'Kay (1932)
- Il faut rester garçon (1932)
- Trois artilleurs à l'opéra (1938)
- Les Clandestins (1946)
- Fausse identité (1947)
- Alia et Issam (1948)

### Sceneggiatore
- Contre-enquête (1930)
- La fine combine (1931)
- Trois artilleurs à l'opéra (1938)
- Les Clandestins (1946)